# Wallace Johnson (baseball)
Darnell Wallace Johnson (né le 25 décembre 1956 à Gary, Indiana, États-Unis) est un joueur de premier but qui joue dans la Ligue majeure de baseball de 1981 à 1984 et de 1986 à 1990. 
Il joue presque exclusivement avec les Expos de Montréal et détient leur record d'équipe pour les coups sûrs comme frappeur suppléant.

## Carrière
Joueur des Sycamores de l'université d'État de l'Indiana, Wallace Johnson est repêché en 6e ronde par les Expos de Montréal en 1979. Il passe sa carrière dans le baseball majeur, qui débute le 8 septembre 1981, presque exclusivement avec les Expos, pour qui il dispute 421 de ses 428 matchs. Il se distingue surtout comme frappeur suppléant,, réussissant 78 coups sûrs dans cette capacité. Surtout joueur de deuxième but dans les ligues mineures, Johnson occupe cette position occassionnellement dans les majeures, mais est surtout utilisé au premier but lorsqu'il joue en défensive. 
Johnson ne joue que 11 parties en fin de saison 1981, à ses débuts dans les majeures, mais frappe un des coups sûrs les plus importants de l'histoire des Expos. Dans le match du 3 octobre 1981 contre les Mets de New York au Shea Stadium, son triple comme frappeur suppléant en 7e manche aux dépens du lanceur Neil Allen fait marquer Jerry Manuel et Rodney Scott, ce qui produit le point gagnant dans la victoire qui assure aux Expos leur première participation aux séries éliminatoires. Johnson produit par la suite un point avec un coup sûr en deux voyages au bâton dans la Série de division 1981 remportée par les Expos sur les Phillies de Philadelphie.
Échangé aux Giants de San Francisco contre le voltigeur Mike Vail le 25 mai 1983, Johnson ne joue que 7 parties pour sa nouvelle équipe et, devenu agent libre, est remis sous contrat par Montréal en avril 1984. Après cette dernière année, celui qui ne compte alors que 74 matchs joués en 4 ans dans les majeures passe une année entière dans les mineures, en 1985 avec les Indians d'Indianapolis. Il est plus largement utilisé par les Expos à partir de 1986, où il maintient une moyenne au bâton de ,283 et réussit son premier coup de circuit en carrière. 
En 86 matchs joués, un record pour lui, en 1988, sa moyenne au bâton se chiffre à ,309 avec une moyenne de présence sur les buts de ,387. Le 2 mai 1988, Wallace Johnson brise les espoirs de Ron Robinson de réussir un exploit rare alors qu'il réussit un coup sûr après deux retraits et deux prises contre lui en 9e manche pour briser le match parfait du lanceur des Reds de Cincinnati au Riverfront Stadium. En 1988, Johnson mène le baseball majeur avec 22 coups sûrs comme frappeur suppléant.
Wallace Johnson joue son dernier match dans les majeures le 3 août 1990. En 428 matchs sur 9 saisons, il ne compte que 629 passages au bâton et une moyenne au bâton de ,255. Il a réussi 145 coups sûrs, dont 17 doubles, 6 triples et 5 circuits. Il compte 52 points marqués, 59 points produits et 19 buts volés. De ses 569 présences officielles au bâton en carrière, 300 sont comme frappeur suppléant et ses 78 coups sûrs dans ce rôle lui valent une moyenne au bâton de ,260.
Après sa carrière de joueur, Wallace Johnson a été entraîneur en ligues mineures dans l'organisation des Braves d'Atlanta de 1995 à 1997,, puis il a occupé les fonctions d'instructeur de troisième but des White Sox de Chicago de 1998 à 2002. Chez les White Sox, il est surnommé Waving Wally par le gérant Jerry Manuel, son ami et ancien coéquipier des Expos, qui apprécie sa façon agressive d'envoyer les coureurs au marbre,.
Johnson, qui a une formation de comptable, quitte ensuite le baseball pour devenir président d'une firme de planification financière.